# Matthew Halsall
Matthew Halsall, né le 11 septembre 1983, est un musicien de jazz, compositeur et producteur anglais originaire de Manchester, ainsi que le fondateur du label Gondwana Records.

## Biographie
Son premier album Sending My Love en 2008, fut aussi le premier du label Gondwana Records, suivi de Colour Yes en 2009. Il remporte le Gilles Peterson Worldwide Winners Award en 2011 avec On the Go. Après Fletcher Moss Park en 2012, il sort avec le groupe de huit musiciens du Gondwana Orchestra, l'album When the World Was One, qui reçoit le prix Itunes de l'album Jazz de l'année. 
En 2020, sort Salute To the Sun. 

## Style Musical
Matthew Halsall s'est essayé par le passé à la musique électronique avec Shadow ou Mr. Scruff . Il est inspiré par le jazz spirituel ou spiritual jazz d'Alice Coltrane, Pharoah Sanders et Miles Davis, avec des influences trip hop poursuivant les explorations de The Cinematic Orchestra. On note aussi l'usage de la harpe qui rappelle la folk britannique ou ses inspirations dans la musique indienne .

## Discographie

### Albums
- 2008: Sending My Love (Matthew Halsall)
- 2009: Colour Yes (Matthew Halsall)
- 2011: On the Go (Matthew Halsall)
- 2012: Fletcher Moss Park (Matthew Halsall)
- 2014: When the World Was One (Matthew Halsall & The Gondwana Orchestra)
- 2015: Into Forever (Matthew Halsall & The Gondwana Orchestra)
- 2019: Oneness
- 2020: Salute To The Sun
- 2022: The Temple Within

### Morceaux
- 2015: Journey in Satchidananda / Blue Nile